# Castillo palacio de Marcilla
El castillo palacio de Marcilla (Navarra, España) es una fortaleza de estilo gótico construida en el siglo XV por Mosén Pierres de Peralta. Adquirido por el Gobierno de Navarra en 1976 y restaurado en profundidad en el periodo 2008-2012, actualmente alberga la casa consistorial y otros organismos municipales.

## Historia
Además de un papel defensivo, esta fortaleza desempeñó el de mansión palaciega de los marqueses de Falces, descendientes de Pedro de Peralta y Ezpeleta, también conocido como Mosén Pierres de Peralta "el joven". Las obras se debieron iniciar a finales del reinado de Carlos III de Navarra quien contribuyó con materiales y dinero, mil libras fuertes.
En época de Alonso Carrillo de Peralta, primer marqués de Falces, nieto de Pedro de Peralta y Ezpeleta, por merced de Fernando el Católico se construía el pórtico renacentista a la vez que se reformaban las partes altas de las torres.
El castillo fue defendido en 1516 por Ana de Velasco, esposa de Alonso Carrillo de Peralta, quien impidió su demolición, hecho que sucedería a todos los castillos del antiguo Reyno de Navarra, por orden del cardenal Cisneros, tras la ocupación militar de Navarra.
Fue la residencia de los marqueses de Falces por más de cuatro siglos, hasta que en 1976 lo vendieron al Gobierno de Navarra, en unos cinco millones de pesetas; hasta fechas cercanas a esa venta, el castillo contenía muebles de época. Los marqueses habían conservado en su interior, en custodia, la espada Tizona del Cid Campeador, hasta 1848, año en que se traslada desde Marcilla a Madrid. Se expuso en préstamo en el Museo del Ejército y en 2007 fue adquirida por instituciones públicas y depositada en el Museo de Burgos. Esta espada había sido entregada en custodia por los Reyes Católicos a Pedro de Peralta y Ezpeleta, por sus servicios prestados a la Corona de Aragón con ocasión del matrimonio de Isabel y Fernando. Sobre la espada juraban los marqueses la transmisión del marquesado entre los muros del Castillo de Marcilla, en Navarra.

## Descripción

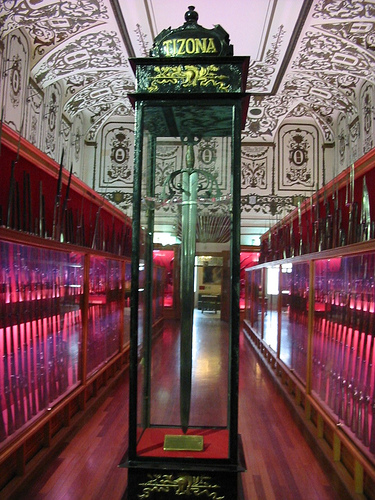
La Tizona del Cid, que se conservaba en el Castillo palacio de Marcilla, exhibida en el Museo del Ejército. Actualmente se halla en el Museo de Burgos.

Su construcción forma un monumental bloque de planta cuadrada con un alto pedestal de sillar en talud y el resto de ladrillo. Este ofrece distinto color y textura, lo que indica que se trata de diferentes fases de la obra. Inciden en su papel de fortaleza los fosos que lo rodeaban, en buena parte visibles hoy en día.
En los cuatro ángulos del cuadrado se elevan unos fuertes torreones, prismáticos, adosándose el suroriental en escorzo; otros torreones más esbeltos interrumpen el centro de los muros, salvo en el muro sur, que fue sustituido por una galería, que demolieron en 1986 los técnicos del Departamento de Cultura del Gobierno de Navarra. De ellos destaca el de la fachada principal, que actúa como torre del homenaje.
La macicez de esta obra se ve aliviada por una serie de vanos rectangulares que han sido muy modificados a lo largo del tiempo, quedando restos de algunos de medio punto, hoy cegados, y otro apuntado en el lado oeste. Pertenecen al gótico tardío los adornos de arquillos apuntados que culminan los parámetros y la torre central del lado oeste que apoya en canes salientes.
Por el lado sur se accede al recinto a través de un portal entre dos potentes arcos apuntados, quizá lo más primitivo de la construcción, donde se utiliza un fuerte sillar. Sobre el que da al exterior se abren dos ranuras para sostener el puente levadizo y en su centro un escudo muy perdido, mientras que en la clave del segundo se esculpe otro con un dragón rampante orlado por aspas. Encima de esta entrada se situaba una galería de ladrillo muy transformada, con cuatro arcos sobre pilares en la parte baja, y en la parte superior parejas de arcos suspendidos.
El castillo tenía en su interior un patio de armas en torno al cual se distribuían las dependencias. En tiempos modernos se fueron añadiendo construcciones más bajas que redujeron este espacio interior, todo lo cual se ha demolido en la actualidad.
En 2009 comenzaron los trabajos de restauración del edificio finalizando las obras para mayo de 2012.

## Representaciones artísticas sobre el castillo
- La dama guerrera. La leyenda de Ana de Velasco, Ana Murugarren. Película-mediometraje sobre la leyenda de la defensa del Castillo por parte de Ana de Velasco.

## Galería

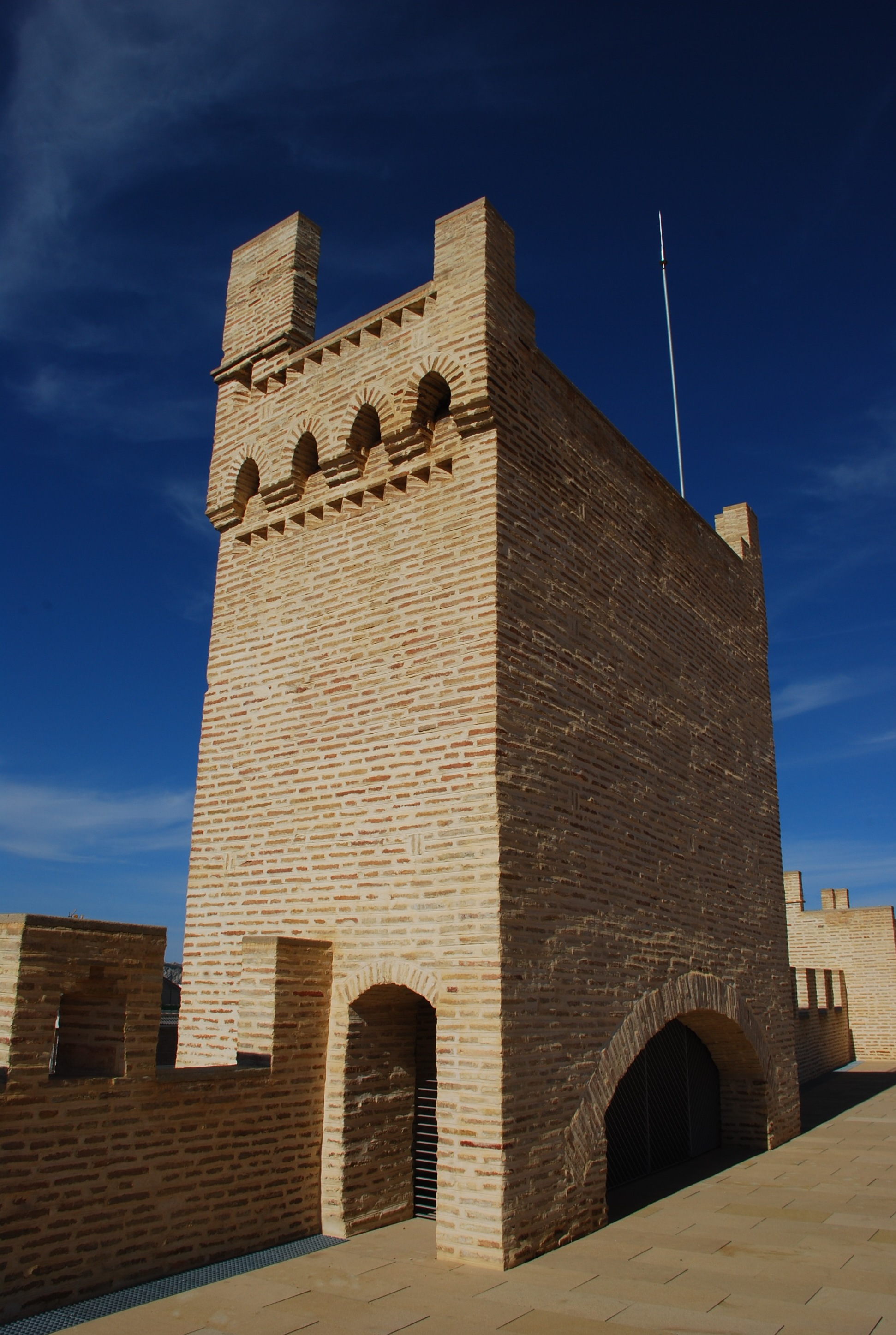
Torre del homenaje.
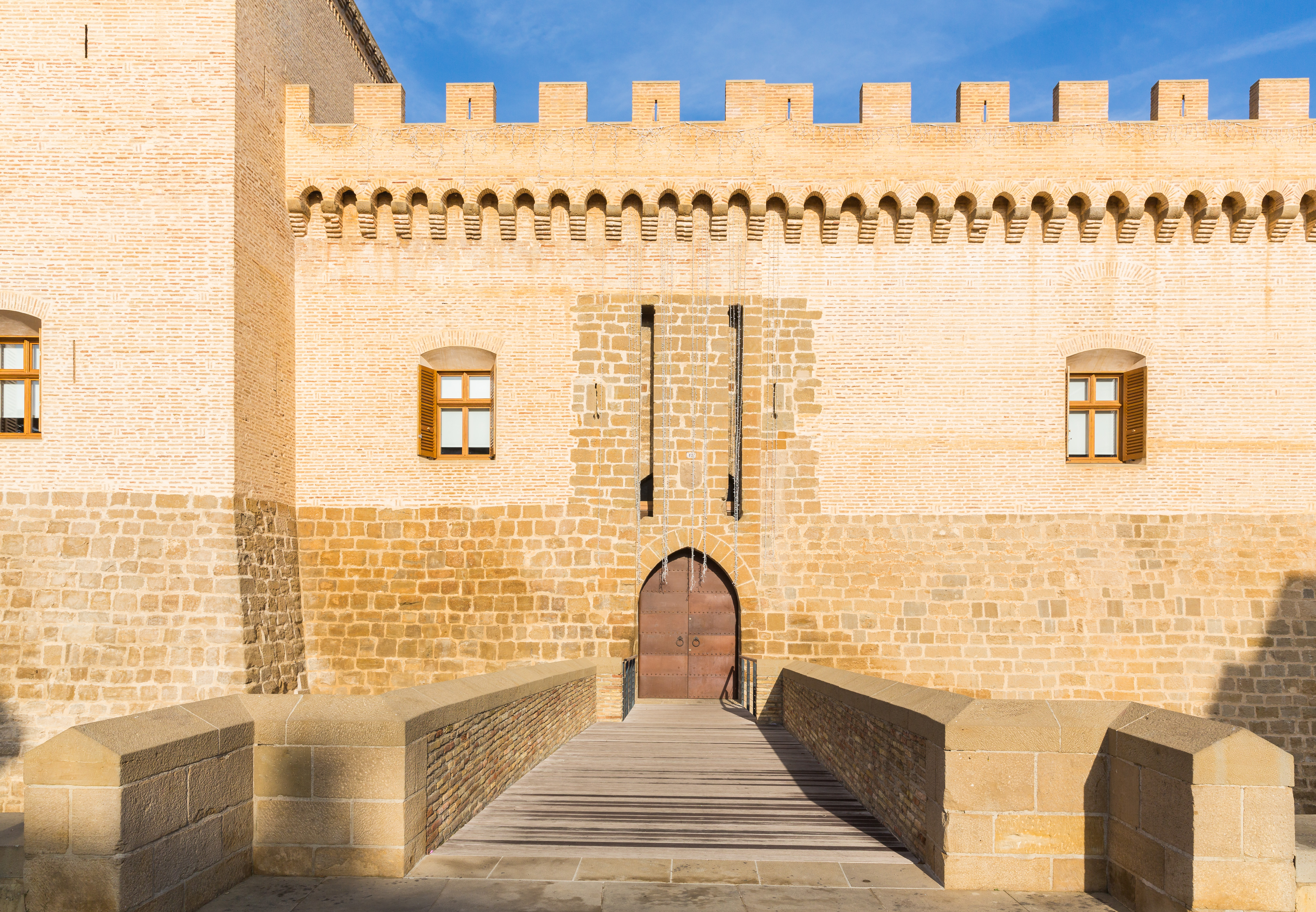
Muralla exterior.
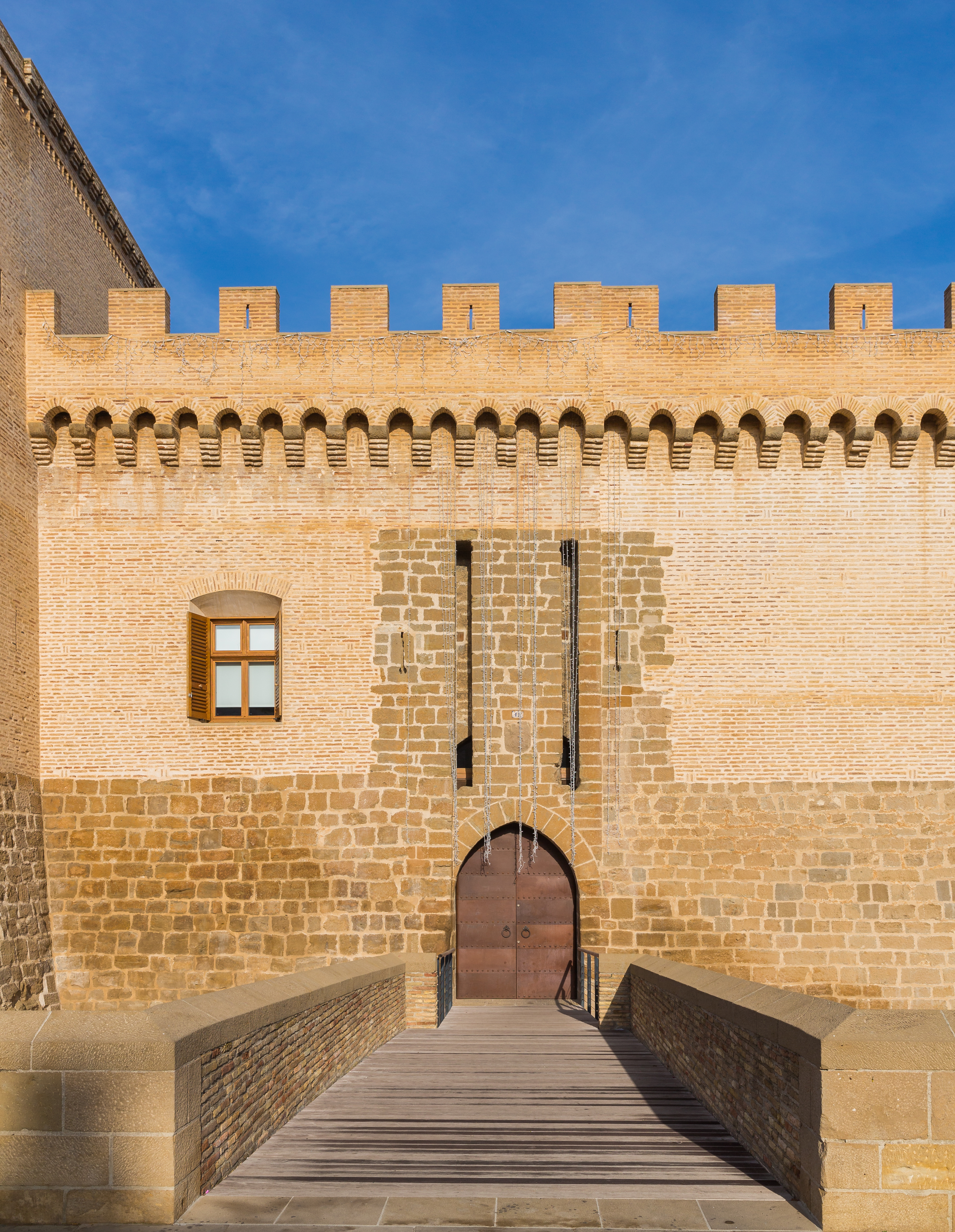
Puente.
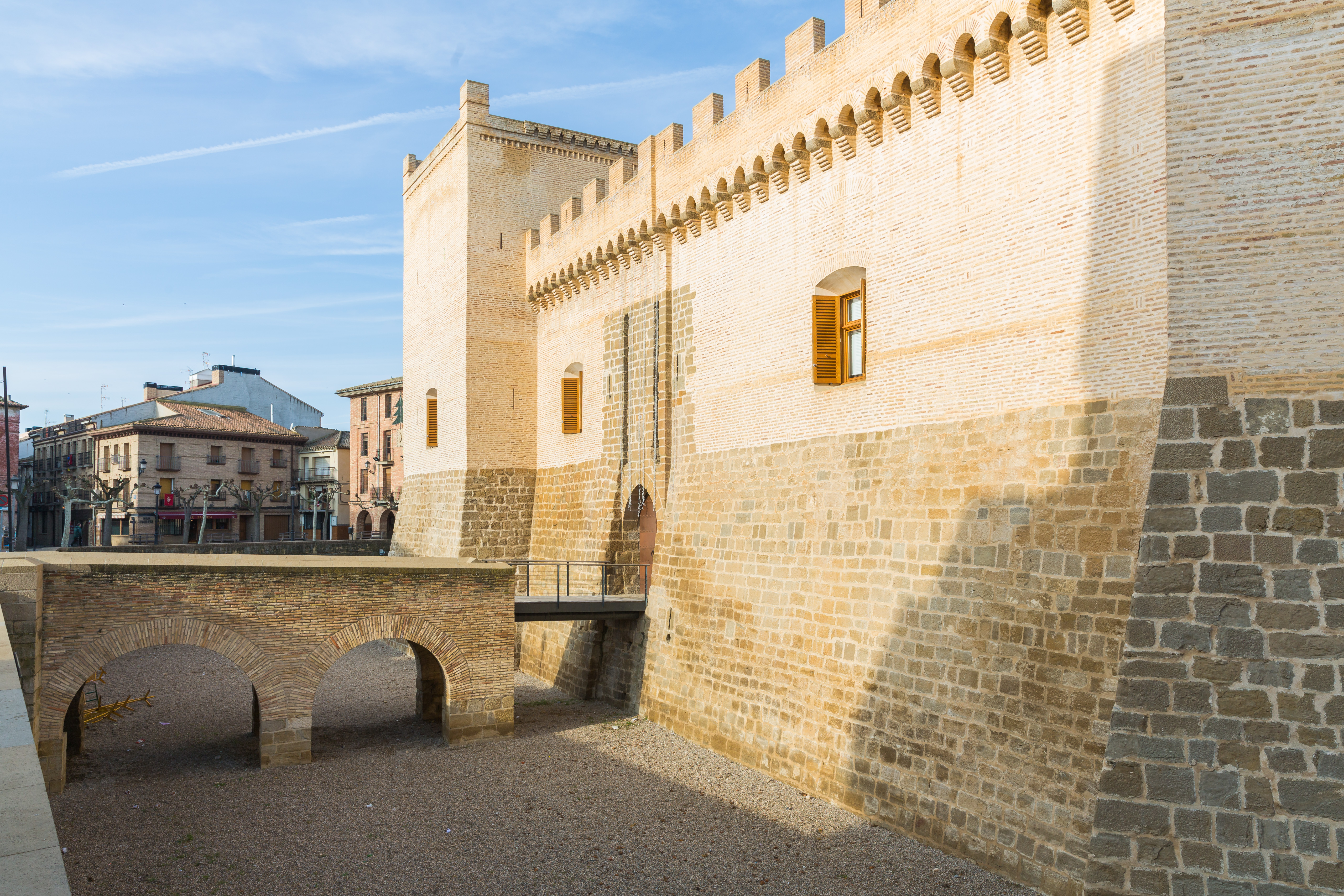
Vista lateral.